# Comando Comandi
Comando Comandi (Pieve Santo Stefano, 1411 – Firenze, 1475) è stato un insegnante italiano, pubblico e privato, presso lo Studio Fiorentino.

## Biografia
Figlio di Simone Comando e di Cristofana, nacque nel 1411 a Valsavignone, frazione di Pieve Santo Stefano, in provincia di Arezzo. Esercitò l'insegnamento a Firenze tra il 1430 circa e oltre il 1475 e tra i suoi allievi più famosi vi fu il filosofo e umanista Marsilio Ficino.
Di lui si hanno notizie dalle lettere indirizzate a Lorenzo il Magnifico da Marsilio Ficino e da suo nipote Filippo da Valsavignone  segretario di Piero di Cosimo. Altre notizie si hanno dai documenti dello Studio Fiorentino.
Comandi iniziò l'insegnamento molto giovane intorno al 1430.
Dai documenti dello Studio Fiorentino risulta un incarico d'insegnamento di grammatica per l'anno 1450-51 e successivamente per il triennio 1457-60.
La stima di Marsilio Ficino per il suo vecchio insegnante è dimostrata anche dalla lettera in cui raccomandava Comando a Lorenzo: «Maestro Comando ha tenuta scuola in Firenze anni 46, et molti suoi discepoli sono venuti huomini degni. Io sono intra discepoli suoi; bene che non so se io gli fo honore».
Anche Filippo da Valsavignone raccomanda a Lorenzo lo zio in una lettera del 16 maggio 1475.
Dagli archivi cittadini si è saputo che Comandi sposò una vedova nel 1472. Morì il 16 Settembre 1475 e fu sepolto nella chiesa di Sant'Ambrogio a Firenze.